# Всемирный день водных ресурсов
Всемирный день водных ресурсов (на других официальных языках ООН: англ. World Day for Water, араб. اليوم العالمي للمياه, ‎исп. Día Mundial del Agua, кит. 世界水日, фр. Journée mondiale de l'eau
) отмечается ежегодно 22 марта. Этот Всемирный день объявлен Генеральной Ассамблеей ООН в 1993 году (резолюция № A/RES/47/193 Проведение Всемирного дня водных ресурсов).
В резолюции Генеральной Ассамблеи предложено государствам проводить в этот день мероприятия, посвящённые сохранению и освоению водных ресурсов. Генеральная Ассамблея попросила Генерального секретаря ООН сосредоточивать ежегодные соответствующие мероприятия ООН на одной конкретной теме.
В 2003 году Генеральная Ассамблея в своей резолюции № A/RES/58/217 объявила период 2005-2015 гг, начиная с Международного дня водных ресурсов 22 марта 2005 года, Международным десятилетием действий «Вода для жизни». Ежегодно этот день проходит под определённом девизом (темой).

## Статистика
- В 2006 году 1,1 млрд. человек были лишены безопасной питьевой воды.
- В 2006 году 2,6 млрд. человек не имели доступа к основным услугам в области санитарии.
- К 2006 году от наводнений и засух погибло больше людей, чем от других стихийных бедствий.

## Ежегодные темы Всемирного дня
- 1993
- 1994 — «Забота о наших водных ресурсах является делом каждого»
- 1995 — «Вода и женщины»
- 1996 — «Water for Thirsty Cities»
- 1997 — «Достаточно ли воды в мире?»
- 1998 — «Грунтовые воды — невидимый ресурс»
- 1999 — «Everyone Lives Downstream»
- 2000 — «Водные ресурсы для XXI века»
- 2001 — «Водные ресурсы для здоровья»
- 2002 — «Водные ресурсы для развития»
- 2003 — «Водные ресурсы для будущего»
- 2004 — «Водные ресурсы и стихийные бедствия»
- 2005 — «Водные ресурсы для жизни»
- 2006 — «Водные ресурсы и культура»
- 2007 — «Решение проблемы дефицита воды»
- 2008 — «Водные ресурсы и санитария»
- 2009 — «Общие водные ресурсы — общие возможности»
- 2010 — «Чистая вода для здоровья мира»
- 2011 — «Вода для городов»
- 2012 — «Вода и продовольственная безопасность»
- 2013 — «Водное сотрудничество»
- 2014 — «Вода и энергия»
- 2015 — «Вода и устойчивое развитие»
- 2016 — «Водные ресурсы и трудоустройство»
- 2017 — «Почему сточные воды?»
- 2018 — «Природа и вода»
- 2019 — «Никого не оставляя позади»
- 2020 — «Вода и изменение климата»
- 2021 — «Ценность воды»
- 2022 — «Подземные воды: сделать невидимое видимым»
- 2023 — «Ускорение изменений»
- 2024 — «Вода ради мира»